# Chrysogorgia flavescens
Chrysogorgia flavescens is een zachte koraalsoort uit de familie Chrysogorgiidae. De koraalsoort komt uit het geslacht Chrysogorgia. Chrysogorgia flavescens werd in 1908 voor het eerst wetenschappelijk beschreven door Nutting.